# Damalina plumipes
Damalina plumipes är en tvåvingeart som beskrevs av Meijere 1914. Damalina plumipes ingår i släktet Damalina och familjen rovflugor. Inga underarter finns listade i Catalogue of Life.